# Música de Nigeria
La música de Nigeria incluye muchas clases de música tradicional y popular africanas. Se relaciona con múltiples grupos étnicos del país, cada uno con sus propias técnicas, instrumentos y canciones. Poco se sabe sobre la historia de la música del país antes del contacto europeo, aunque algunas tallas de bronce que se han encontrado databan de los siglos XVI y XVII y representan músicos con sus instrumentos.
Nigeria ha sido denominada "el corazón de la música africana" debido a su papel en el desarrollo de la música africana, el highlife (Ghana y Sierra Leona) y el palm-wine o maringa (Sierra Leona), que funde ritmos nativos con las técnicas importadas de Congo para el desarrollo de varios géneros populares que son genuinos de Nigeria, como el apala, el fuji, el jùjú y el yo-pop. Posteriormente, los músicos nigerianos crearon sus propios géneros derivados de la cultura hip hop estadounidense destacando el hiplife, (véase hip hop nigeriano) y del reggae jamaicano (véase reggae nigeriano). La expansión musical de Nigeria ha sido bien recibida internacionalmente no sólo en los campos de la música tradicional y popular, sino también en la música occidental en general por compositores como Fela Sowande. 
El elemento esencial de la música nigeriana, y de toda la música africana tradicional, es la polirritmia, en la cual dos o más golpes diferentes se realizan simultáneamente. El método africano del compases, basado en el patrón asimétrico del ritmo es una técnica rítmica importante en todo el continente que desarrolla el género de la hemiola. La música nigeriana también utiliza los ritmos del ostinato, en los cuales un patrón rítmico se repite a pesar de cambios en los compases.
Nigeria tiene la tecnología más avanzada en estudios de grabación de África, y proporciona serias oportunidades comerciales para los artistas. Ronnie Graham, historiador especialista en África Occidental, ha atribuido el éxito de la industria nigeriana de música, arte y cultura a su “sed nacional para el éxito estético y material; y un apetito voraz para la vida, el amor y la música y un mercado interior enorme, bastante grande como para sostener a los artistas que cantan en lenguas regionales y que experimentan con géneros indígenas”. Al igual que Nollywood ha hecho con las películas extranjeras, la música nigeriana ha conseguido entrar con fuerza dentro del mercado africano. Sin embargo, la cleptocracia, la plutocracia, la corrupción gubernamental y la piratería desenfrenada han obstaculizado el crecimiento de la incipiente industria.

## Música tradicional

Existen más de 250 grupos étnicos en Nigeria. Los más relevantes musicalmente son los grupos étnicos de los tiv (al sureste), los igbo (al sur), los hausa (al norte) y los yoruba (suroeste).

Más de doscientos cincuenta grupos étnicos son nativos de Nigeria, y otros muchos han inmigrado a dicho país. Los grupos étnicos más destacados musicalmente son los tiv (al sureste), los igbo (al sur), los hausa (al norte) y los yoruba (suroeste). La música tradicional de Nigeria y de toda África es casi siempre funcional, es decir, se realiza para marcar rituales como bodas o entierros y no para la hospitalidad pura o el disfrute artístico. Aunque algunos nigerianos, especialmente niños y ancianos, utilizan los instrumentos para divertirse, su uso personal se hace extraño. La música se liga de cerca también a la agricultura, así, por ejemplo, hay restricciones de uso, de tal manera que solo se puede tocar durante diversas partes de la estación de crecimiento.
Las canciones de trabajo son un tipo común de música nigeriana tradicional. Ayudan a mantener el ritmo en las cosechas, las remadas en canoas y otros campos laborales. Las mujeres utilizan ritmos complejos en tareas domésticas, tales como la preparación del ñame, dando lugar a una música altamente adornada. En las regiones norteñas, los granjeros trabajan juntos y se espera que el anfitrión provea de música a sus vecinos. 
Los músicos tradicionales de Nigeria no son típicamente profesionales, aunque hay algunas excepciones. Por ejemplo los musulmanes norteños en Adamawa del este tienen grupos de músicos especializados. La aplicación de la composición musical es también altamente variable. Los  hwana, por ejemplo, creen que todas las canciones son enseñadas por los antepasados de la gente, mientras que los tiv acreditan compositores nombrados para casi todas las canciones, o los efik, que nombran individualmente a cada uno de los compositores de las canciones seculares. Destaca la libertad de expresión en el género ya que en muchas partes de Nigeria, se permite a los músicos decir cosas en sus letras que serían percibidas como ofensivas en otras circunstancias.

### Música hausa
Los hausas del norte son conocidos por una música de percusión compleja, el uso de la viela goje de una cuerda, y una tradición vocal en la que predomina la canción de alabanza. Bajo la influencia musulmana desde el siglo XIV, utilizan la improvisación con ritmos libres y la escala árabe, mezclándolas las con los elementos africanos occidentales tales como las polirritmias de reclamo y respuesta.

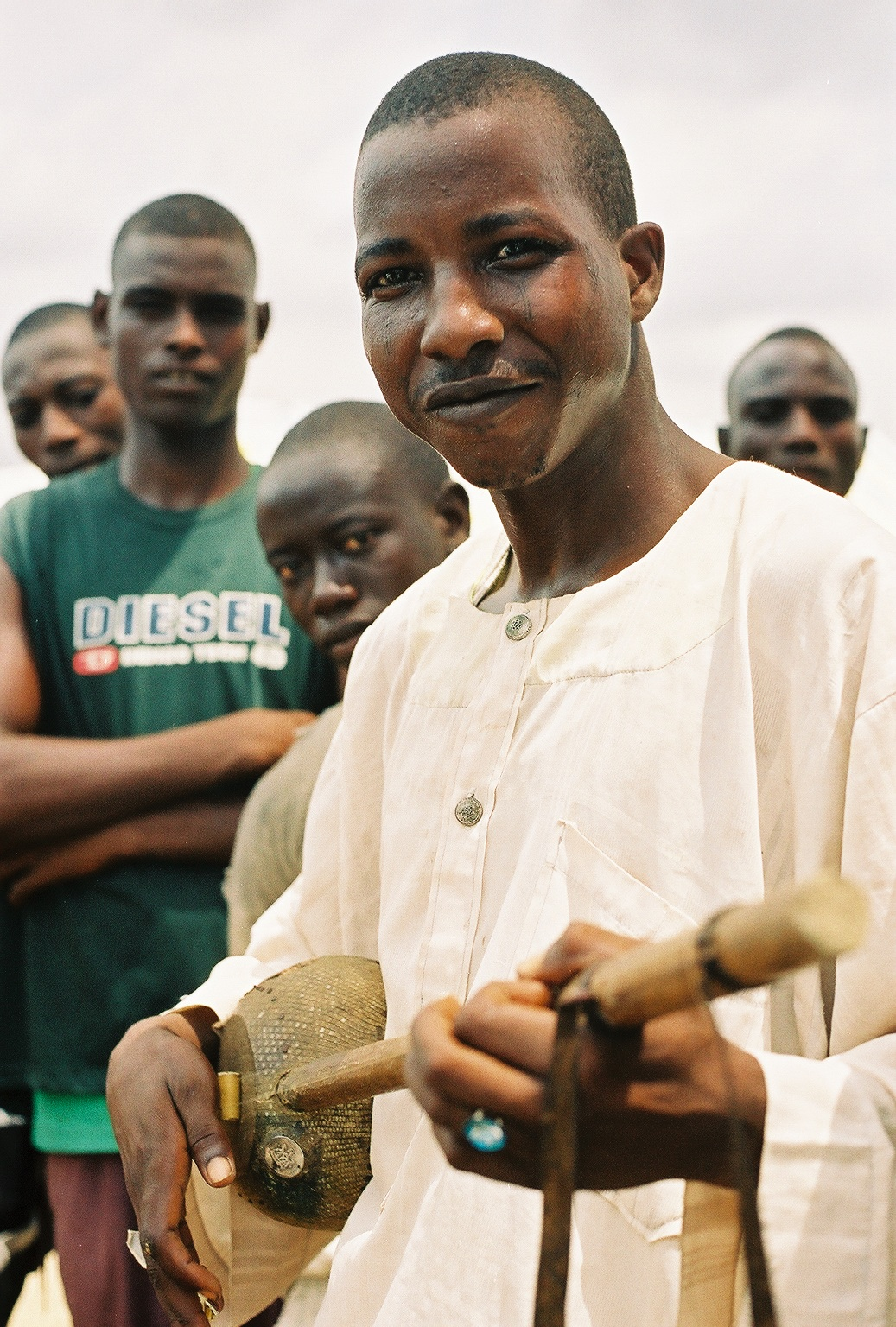
Hausa tocando un goje de dos cuerdas.

La música se utiliza para celebrar nacimientos, uniones, circuncisiones, y otros acontecimientos importantes. La música ceremonial hausa (rokon fada) es conocida en toda la región y las familias de los vocalistas de los cantos de alabanza la dominan a la perfección, entre los que destaca Narambad. Los hausas utilizan instrumentos de percusión tales como la tambura y la trompeta real alargada de kakaki que “fueron utilizadas por la caballería Songhai y tomadas originariamente tras el levantamiento por los estados hausas como un símbolo de poderío militar”. La trompeta de kakaki puede tener más de dos metros de largo, y se puede dividir en tres partes para facilitar su transporte.
La música rural hausa incluye danzas tales como la asauwara (para las jóvenes) y el bòòríí, la danza de la posesión espiritual del alcohol. La música tradicional hausa ha producido artistas populares, incluyendo Dan Maraya (conocido por su laúd de una cuerda, el kontigi), Audo Yaron Goje, Muhamman Shata y Na Habu de Ibrahim (conocido por su viela de kukkuma).
La práctica del bòòríí por los hausa es especialmente conocida fuera del país, y ha alcanzado diversas zonas como Trípoli o Libia gracias al comercio sahariano. El culto del bòòríí ofrece una clase de música hipnótica que induce al trance, y se toca mediante el calabash, el laúd o la viela. Durante las ceremonias, las mujeres y otros grupos marginados caen en trances y realizan varios comportamientos dramáticos, tales como mímicas de cerdos o el acoplamiento al sexo humano. Esta gente estaría poseída por un personaje, cada uno con su propia letanía (kírààrì). Otros cultos similares del trance (los cultos mermaid), se pueden encontrar en la región del delta del Níger.

### Música igbo

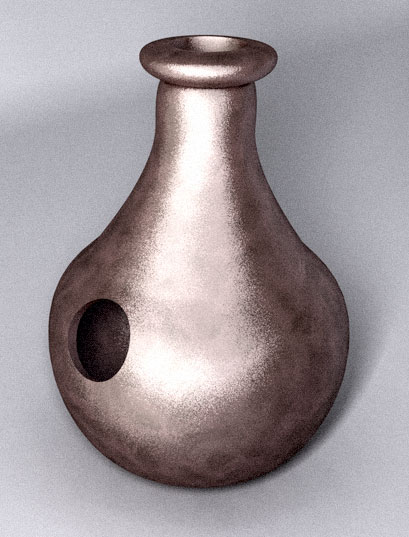
Udu, uno de los instrumentos característicos de la música igbo.

El pueblo igbo vive en el sureste de Nigeria, y toca una amplia variedad de instrumentos populares. Son conocidos por su adaptación a géneros extranjeros y son una parte importante del highlife nigeriano. El instrumento más extenso es la cítara de trece cuerdas, llamada obo. Los igbos también tocan los timbales, los xilófonos, las flautas, las liras, los udus y los laúdes; y más recientemente, importaron instrumentos de metal europeos.
La música cortesana se toca en la sociedad igbo más tradicional, manteniendo sus tradiciones reales. El ufie de raja se utiliza para despertar al jefe, comunicarle los tiempos de comida y otras informaciones relevantes para él. Los conjuntos de campanas y tambores se utilizan para anunciar cuándo el jefe sale y vuelve a la aldea. El músico igbo Joshua Uzoigwe utilizaba en sus composiciones de música clásica la música tradicional de su pueblo.

### Música yoruba

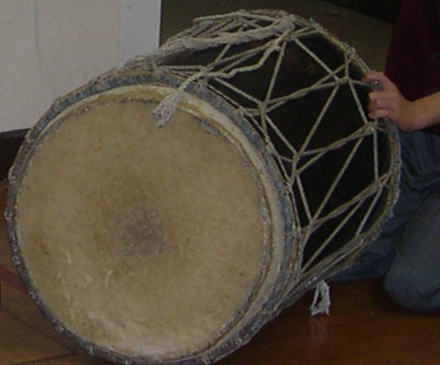
La música yoruba destaca por el uso del dundun, instrumento de percusión de dos parches y que puede tener una campana. Suele ser el instrumento central de una orquesta yembé, encargado de los golpes más graves.

El pueblo yoruba tiene una avanzada tradición de percusión, con un uso característico de los timbales de tensión, en concreto del dundun. Los conjuntos que usan el dundun tocan un tipo de música que es denominada también como dundun. Estos conjuntos consisten en varios timbales de tensión de diferentes tamaños que tocan junto con un gudugudu. El líder de un conjunto dundun es el iyalu, que utiliza la música  “para hablar” imitando la tonalidad yoruba. Gran parte de la música yoruba tiene un carácter espiritual y está dedicada al Orisha de la mitología yoruba.
La música yoruba se ha convertido en el componente más importante de la música popular nigeriana moderna, como resultado de la temprana influencia recibida de formas europeas, islámicas y brasileñas. Estas influencias promovieron la importación de instrumentos de metal, música escrita, percusión islámica y de otros géneros, traídos por los comerciantes brasileños.
En la ciudad más poblada de Nigeria, Lagos, estas tradiciones multiculturales se unieron y se convirtieron en la raíz de la música popular nigeriana. Los géneros modernos tales como el fuji de Alhaji Sikiru Ayinde, el waka de Salawa Abeni, el jùjú de King Sunny Adé y el sakara de Yusuf Olatunji se derivan sobre todo de la música tradicional yoruba. Compositores de música clásica como Joshua Uzoigwe y Akin Euba han destacado en el panorama musical por su preferencia por la etnomusicología y la tendencia de utilizar en sus obras elementos de la música yoruba.

### Música teatral
El teatro nigeriano hace un uso extensivo de la música. A menudo, esta música tradicional es simplemente usada en una producción de teatro sin adaptación. Sin embargo, hay también géneros distintos de música usados en la ópera nigeriana. Aquí la música se utiliza para transportar a las audiencias una impresión durante la acción dramática. La música también se utiliza en el drama literario, y, aunque su acompañamiento musical se utiliza más escasamente que en la ópera, la música también trata de comunicar a las audiencias el humor o el tono de los acontecimientos. Un ejemplo es la Saga Ozidi de John Pepper Clark, una obra sobre asesinato y venganza, en la que participan personajes humanos y no humanos. Cada personaje en la obra se asocia a una canción personal que acompaña a las batallas en las cuales el personaje está implicado. 
El teatro tradicional nigeriano incluye teatros de títeres, y la antigua tradición yoruba del Aláàrìnjó, que puede provenir de la figura del Egúngún enmascarado. Con la llegada de las potencias coloniales que construyeron carreteras, estos grupos de teatro se extendieron a través del país y sus producciones se han vuelto cada vez más complicadas. En la actualidad, por lo general se utilizan instrumentos europeos, acompañados por extractos de películas y música grabada.
En el pasado, tanto Hubert Ogunde como Ada Lov, de Blessed Memories, utilizaron en las bandas sonoras de sus películas una lengua yoruba muy rica. Actualmente compositores yorubas de bandas sonoras y música de teatro, entre quienes se encuentra Tope Alabi, han acompañado sus obras dramáticas con música original yoruba.

### Música infantil

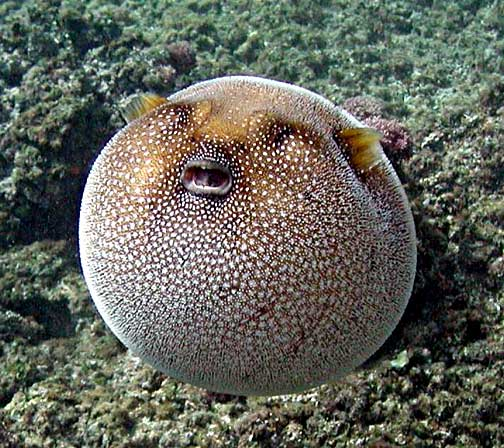
En la comunidad hausa los niños tocan un único instrumento en el cual golpean ritmos sobre el estómago inflado de un vivo e irritado pez globo.

Los niños en Nigeria mantienen muchas de sus propias tradiciones por lo general mediante canciones en juegos. Estas son comúnmente canciones del tipo de reclamo y respuesta que usan lengua arcaica. Los jóvenes que cantan son sexualmente explícitos y obscenos y solo lo hacen lejos de la casa. Los niños también usan instrumentos de percusión como la cítara de balsa, timbales hechos de latas, tubos hechos con el tallo de un paw paw y guimbarda hecha con el sorgo del tallo. En la comunidad hausa los niños tocan un único instrumento en el cual golpean ritmos sobre el estómago inflado de un vivo e irritado pez globo.

### Instrumentos tradicionales
Aunque los instrumentos de percusión son omnipresentes, la música tradicional de Nigeria usa un sinnúmero de instrumentos diversos. Muchos, como el xilófono, han sido incorporados a través de África Occidental, mientras que otros son importaciones de los musulmanes del Magreb o del sur de África Oriental. Otros instrumentos han llegado de Europa o las Américas. Los instrumentos de metal e instrumentos de viento-madera fueron tempranas importaciones que jugaron un papel vital en el desarrollo de la música nigeriana, mientras que la importación posterior de guitarras eléctricas estimuló la popularización de la música jùjú.

#### Percusión
El xilófono es común a toda África Occidental y África Central. En Nigeria, predominan en la parte del sur del país y provienen del modelo centroafricano. A veces varios músicos tocan simultáneamente un solo xilófono. Los instrumentos por lo general están hechos de madera floja colocada a través de troncos de platanero. También podemos encontrar xilófonos resonados por caja. Los conjuntos de potes de arcilla golpeados con una almohadilla suave son comunes, y estos se tocan a veces llenos de agua. Aunque normalmente afinados, a veces son usados desafinados para producir un ritmo más grave. También se utilizan troncos huecos, hendidos a lo largo, con agujeros de resonancia al final de las rajas. Tradicionalmente fueron usados para comunicarse en grandes distancias.
El repiqueteo de campanas es un rasgo común en las regalías reales y fueron usadas en sociedades secretas. Por lo general están hechas de hierro o, en las orquestas islámicas del norte, de bronce. Los porongos golpeados con palos, colocados sobre un paño, son características de la música hecha por mujeres, así como en los bailes de culto bòòríí. A veces, sobre todo en el norte, los porongos son colocados al revés en el agua, con el diapasón ajustado por la cantidad de aire debajo de ello. En el suroeste, un cierto número de porongos afinados se tocan poniéndolos a flote en una artesa.

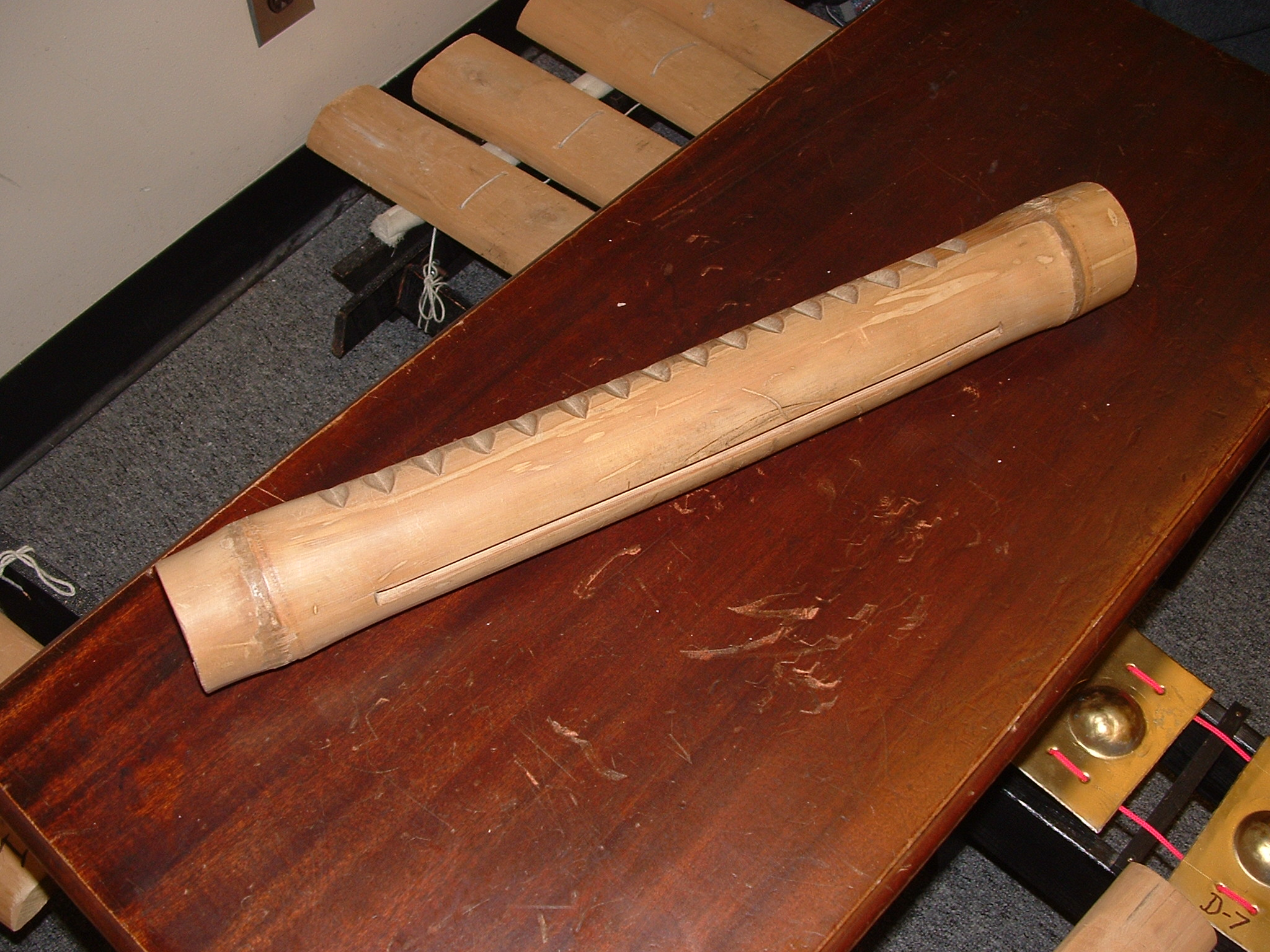
Instrumento de raja.

En general todo tipo de tambores y timbales son utilizados, sin embargo merecen especial mención los tambores de raja, los timbales, el dundun para la orquesta polirrítimica yembé, típica en toda África, y los shekere.

#### Instrumentos de cuerda

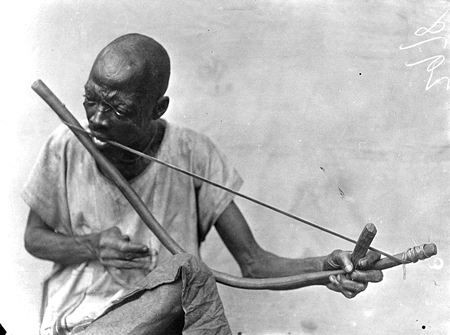
Ibo tocando un arco musical. Carece de un resonador empotrado, aunque puede tener resonadores externos. El tipo más habitual de resonador consiste en un porongo aunque también puede ser resonado en un hoyo o incluso la boca. Este último método permite variar el tamaño del resonador permitiendo una melodía mucho más rica.

El arco musical se encuentra en Nigeria como una cuerda resonada por la boca que se toca tirando de ella o golpeándola. Es común en la parte central del país, y está asociado con canciones agrícolas que suelen expresar preocupaciones e intereses sociales. Los tallos de plantas de cereales atados juntos con cuerdas y apoyadas en dos puentes son usados para hacer una especie de cítara de balsa, tocada con los pulgares, típicamente utilizada para el entretenimiento personal. El arpa arqueada se encuentra en la parte de oriental del país, sobre todo en Tarok. Por lo general tiene cinco o seis cuerdas y la sintonía es pentatónica. Una viela de punto resonada por un tazón con una malla de piel de lagarto se usa en la región del norte. Esta es una importación de África del Norte, y es similar a en las culturas asiáticas centrales y etíopes. El pueblo hausa y los pueblos Kanuri tocan una variedad de laúdes de punto.

#### Otros instrumentos
En Nigeria también podemos encontrar una gran variedad de instrumentos de viento madera e instrumentos de viento metal. Estos incluyen muchas veces trompetas, con frecuencia hechas de aluminio y tocadas en dúos o conjuntos de hasta seis músicos, a menudo acompañados por un antecesor del oboe. También podemos encontrar trompetas de madera, trompetas de porongo, flautas sopladas, silbidos cruciformes, clarinetes transversales y varias clases de cuernos.

## Música popular

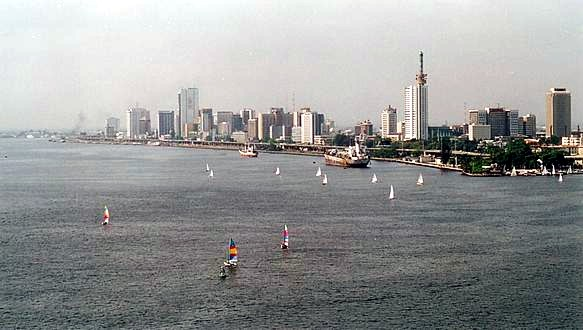
La antigua capital de Nigeria, Lagos, ha visto en sus calles nacer gran parte de la música popular nigeriana.

Muchos países africanos han vivido la violencia y la escasez durante su forzada transición de una región con diversas culturas rurales a un grupo de estados-nación modernos. Nigeria ha experimentado con más dificultad el periodo que la mayoría de los países africanos por la forja de una identidad popular cultural de los diversos pueblos del campo. A partir de sus principios en las calles de Lagos, la música popular en Nigeria durante mucho tiempo ha sido una parte incorporada al pequeño campo de la música comercial africana, proporcionando influencias e instrumentos de muchos grupos étnicos, en especial de los yoruba.
Los géneros más tempranos de música nigeriana popular eran la música palm wine y el highlife, que se extienden en los años 20 entre Nigeria y los países cercanos de Liberia, Sierra Leona y Ghana. En Nigeria, el palm wine se hizo la base primaria para el jùjú, un género que dominó la música popular africana durante muchos años. Durante este tiempo, otros géneros como el apala, obtenido a partir de la música tradicional yoruba, también encontraron un público, aunque más limitada. En los años 60, los músicos comenzaron a incorporar influencias americanas y cubanas al jùjú. El resultado fue una creación de nuevos géneros en el último siglo, incluyendo la música waka, la yo-pop, el hiplife y el afrobeat.

### Palm wine y la aparición del jùjú
Desde los inicios del siglo XX, la música yoruba había incorporado instrumentos de metal, utilizaba la notación, la percusión islámica y las nuevas técnicas brasileñas, dando lugar en Lagos al género palm wine. Palm wine es un término también utilizado para describir géneros musicales de Sierra Leona y Ghana. Estas variedades son más conocidas que el palm wine nigeriano. El palm wine, al principio, se tocaba con instrumentos de cuerda, característicamente, guitarras o banjos, acompañados por bongos. Este género urbano con frecuencia se tocaba en las barras acompañándose de bebida (de ahí el nombre, que obedece a la bebida alcohólica conocida como vino de palma).
Las primeras estrellas de palm wine surgieron a comienzos de los años 20, destacando Baba Tunde, the King. Él probablemente acuñó la palabra jùjú en alusión al sonido de una pandereta brasileña; o bien el término puede haberse desarrollado como una expresión de desdén por los líderes coloniales (cualquier tradición natal era apropiada para ser denominada como mero joujou, en francés "tontería"). A comienzos de los años 30, discográficas británicas como His Master's Voice habían comenzado a trabajar con el palm wine, surgiendo famosas referencias en el género, incluyendo a Ojoge Daniel, Tunde Nightingale y Speedy Araba. Estos artistas, junto con Tunde, establecieron el corazón del género que llamaron jùjú, creando uno de los géneros musicales más populares en Nigeria a lo largo del siglo XX.

### Apala

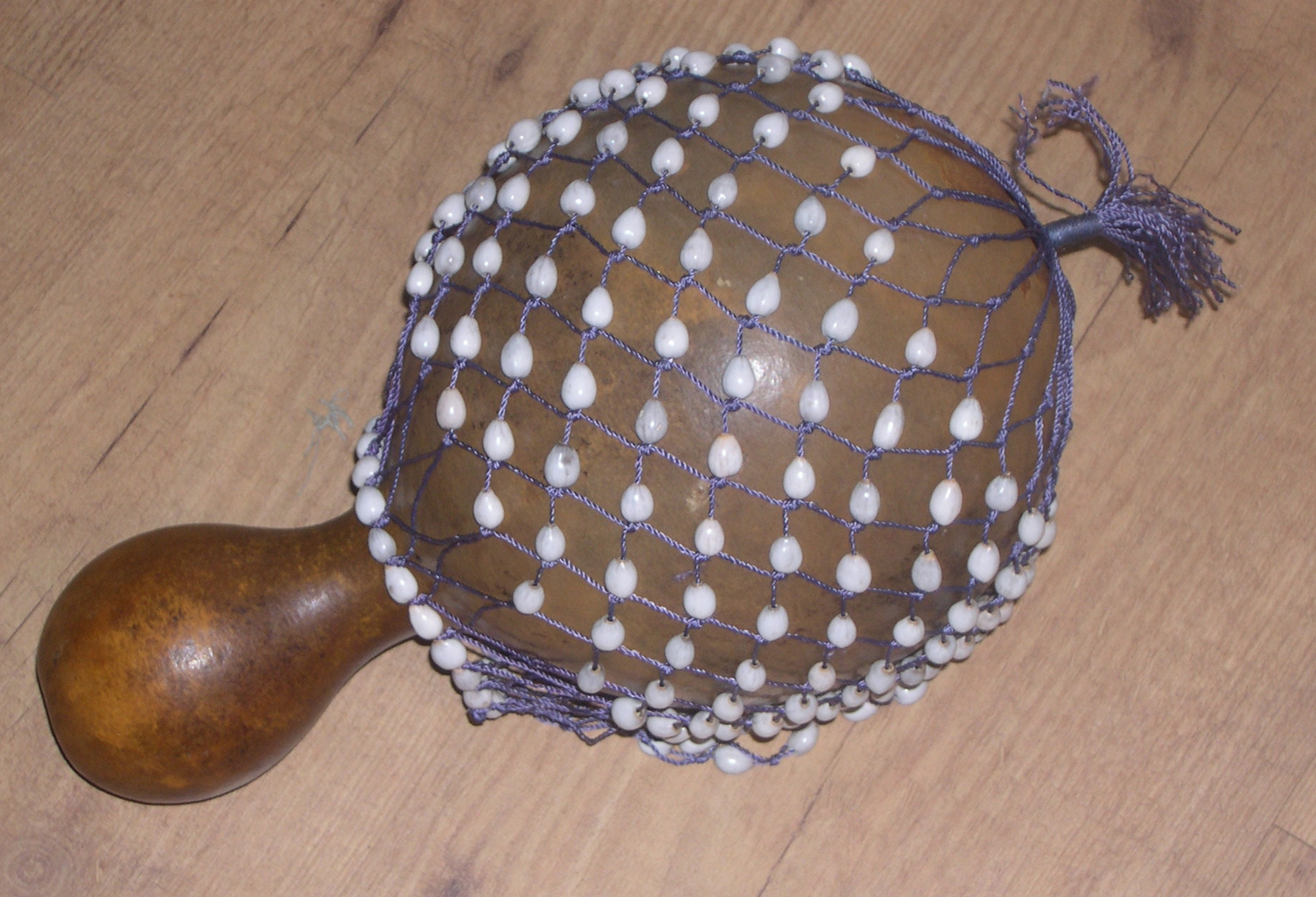
El shekere es uno de los instrumentos más importantes de la música apala junto con el omele, el agidigbo y el agogo.

El apala es un género vocal y de música de percusión de los musulmanes yoruba. Surgió a finales de los años 30 como el medio de animar a los creyentes después del ayuno de Ramadán. Bajo la influencia de la percusión popular afrocubana, el apala se ha ido desarrollando en un género más pulido y ha atraído a un gran público. La música requiere dos o tres timbales de reclamo y respuesta (omele), un traqueteo (shekere), un piano de pulgar (agidigbo) y una campana (agogo). El género tradicional yoruba también se hizo muy popular en los años 60, desarrollado por músicos como Haruna Ishola, Sefiu Ayan, Kasumu Adio, y Ayinla Omowura. Ishola, que era uno de los fabricantes de éxitos más constantes de Nigeria entre 1955 y su muerte, en 1983, grabó numerosas canciones apala, que alternaron entre lo lento y emocional y lo rápido y enérgico. Su lírica era una mezcla de cantos de alabanza improvisados y versos del Corán, así como proverbios tradicionales. Su trabajo tuvo una influencia formativa sobre el desarrollo del género fuji.

### Los 50, 60 y 70
Tras la Segunda Guerra Mundial la música nigeriana comenzó a adoptar nuevos instrumentos y técnicas, incluyendo instrumentos eléctricos importados de los Estados Unidos y Europa. El rock and roll, el soul, y más tarde el funk, se hicieron muy populares en Nigeria, y elementos de estos géneros se fueron añadiendo al jùjú por artistas como IK Dairo. Mientras tanto, lentamente el highlife estaba consiguiendo popularidad entre la etnia igbo, y su género encontró un público nacional. Al mismo tiempo, el apala de Haruna Ishola se convertía en uno de los iconos más grandes del país. A mediados de los años 70, tres de los nombres más importantes en la historia de música nigeriana estaban en su cénit: Fela Kuti, Ebenezer Obey y King Sunny Adé, y al final de esa década inició su andadura el yo-pop y el reggae nigeriano.

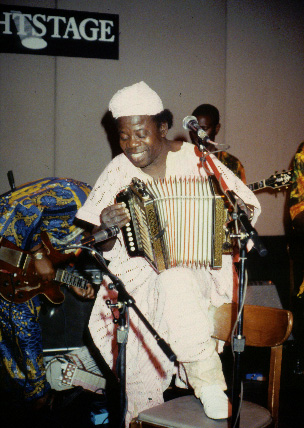
I.K. Dairo fue un hito dentro de la música jùjú, innovando el género y llevándolo desde las zonas rurales a las ciudades.

Aunque géneros populares como el highlife y jùjú estuvieron en lo alto de las listas nigerianas en los años 60, la música tradicional permaneció vigente. Estrellas tradicionales como el hausa Dan Maraya se hicieron conocidas porque estuvieron en campo de batalla durante la Guerra civil nigeriana en 1967, para levantar la moral de las tropas federales.

#### La modernización del jùjú
Tras la Segunda Guerra Mundial, el género s'o wam be de Tunde Nightingale introdujo influencias pop más occidentalizadas en el género, lo que lo convirtió en una de las primeras estrellas jùjú. Durante los años 50, la tecnología de grabación avanzó y el gangan, la guitarra eléctrica y el acordeón fueron incorporados al jùjú. La mayor parte de esta innovación fue el trabajo de IK Dairo & the Morning Star Orchestra (antes IK Dairo & the Blue Spots), que se formó en 1957. Estos músicos llevaron al jùjú de las zonas rurales pobres a las ciudades urbanas de Nigeria. Dairo se hizo quizás la estrella más grande de música africana antes de los años 60 y su grabación de numerosas canciones extendió su fama por todo el mundo, llegando a países tan distantes como Japón. En 1963 se convirtió en el único músico africano honrado con la invitación para formar parte, como miembro honorífico, de la Orden del Imperio Británico, una prestigiosa orden de caballeros del Reino Unido. Otras figuras como King Sunny Adé también colaboraron de forma importante en la expansión del género. Su álbum Odu, una colección de canciones de música tradicional yoruba, fue nominado en 1998 a un Premio Grammy.

#### La expansión del highlife
Entre el pueblo igbo, el highlife ghanés se hizo popular a principios de los años 50, y otros géneros de bandas de guitarras de Camerún y Zaire pronto le siguieron. La ghanesa E. T. Mensah fue claramente la ejecutante highlife más popular de los años 50, viajando a tierras igbo con frecuencia y amasando enormes muchedumbres de admiradores. Bobby Benson & His Combo fueron la primera banda de highlife nigeriana en encontrar público a través de todo el país. Benson fue seguido por Jim Lawson & the Mayor's Dance Band, que alcanzó la fama nacional a mediados de los años 70, terminando con la muerte de Lawson en 1976. Durante el mismo período, otros grupos de highlife alcanzaban su cénit. Estos incluyen a Prince Nico Mbarga y su banda Rocafil Jazz que comenzó tocando en hoteles nigerianos y cuyo "Sweet Mother" fue un éxito africano que vendió más de 13 millones de copias, más que cualquier otro solista africano de cualquier género. Mbarga usó la lírica inglesa en un método al que incorporó "el sofisticado punteo de guitarra rumba en el idioma highlife" creando un híbrido único de música igbo y ritmo de guitarra congoleño. 
Después de la guerra civil en los años 60, el pueblo igbo fue forzado a salir de Lagos y devueltos a su patria. El resultado fue que el highlife dejó de ser una parte principal de la música nigeriana popular y fue pasando a ser algo puramente asociado con los igbos del este. La popularidad del highlife fue disminuyendo lentamente entre los igbos, suplantado por el jùjú y el fuji. Sin embargo, algunos músicos mantuvieron el género vivo, como el cantante y trompetista yoruba Victor Olaiya (el único nigeriano que ha obtenido un disco de platino), Stephen Osita Osadebe, Sonny Okosun, Victor Uwaifo y Orlando "Dr. Ganja" Owoh, cuyo estilo distintivo, el toye, fundió jùjú y highlife.

#### El nacimiento de fuji
El fuji ha sido descrito como jùjú sin guitarras aunque, irónicamente, Ebenezer Obey una vez lo describió como mambo con guitarras. Sin embargo, en sus raíces, el fuji es una mezcla de canciones musulmanas tradicionales de música were y ajisari con aspectos de percusión apala, canciones vocales y música filosófica sakara. Según el propio Alhaji "es una combinación de apala, sakara, agogo, gudugudu, agidigbo, aro, highlife y ajisari". De todos estos elementos la base fundamental del fuji es el apala. Las primeras estrellas de fuji fueron las bandas rivales Alhaji Sikiru Ayinde Barrister y Ayinla Kollington. Alhaji Sikiru Ayinde Barrister comenzó su carrera en el fuji a principios de los años 70 con el Golden Fuji Group aunque había cantado canciones musulmanas cuanto tenía 10 años. Él cambió el nombre de su grupo por Fuji Londoners cuando volvió de un viaje a Londres, Inglaterra. Después de un largo tiempo, con éxitos como "Orilonise", "Fuji Disco/Iku Baba Obey", "Oke Agba", "Aye", " y "Suuru", cambió el nombre del grupo a Supreme Fuji Commanders con un éxito, "Orelope", que fue platino al instante. El rival de Ayinde era Ayinla Kollington, Baba Alatika, conocida por usar letras burdas y vulgares entrelazadas con incoherentes comentarios sociales. En los años 80 les siguieron estrellas como Wasiu Ayinde Barrister.
Ishola, que era uno de los fabricantes de éxitos más constantes de Nigeria entre 1955 y su muerte, en 1983, grabó numerosas canciones apala, que alternaron entre lo lento y emocional; y lo rápido y enérgico. Su trabajo tuvo una influencia formativa sobre el desarrollo del género fuji.
A finales de los años 60 aparecieron las primeras bandas de fuji. El fuji obtuvo su denominativo por el grupo Golden Fuji Group. Este a su vez que a su vez tomó su nombre del monte Fuji en Japón, aunque el motivo fue puramente por el sonido de la palabra según Alhaji Sikiru Ayinde Barrister, líder del grupo y creador del género. Según afirma, Alhaji Sikiru Ayinde Barrister vio un cartel en un aeropuerto internacional anunciando el monte Fuji, que es el pico más alto en Japón y le resultó graciosa ya que "fuji", en este contexto, no debe confundirse con la palabra de yoruba "fuja", o "faaji", que significan ocio o placer. ("Onifuja" o "Onifaaji" es en yoruba popular, o uno que agrada en el ocio o en el placer). Fuji es una síntesis del apala con un "adornado y libre ritmo" vocal de los músicos piadosos ajisari y acompañado por el sakara, la pandereta, y la guitarra hawaiana. Entre las estrellas más tempranas del género encontramos a Haruna Ishola y a Ayinla Omowura. Ishola obtuvo numerosos éxitos a partir de finales de los años 50 y principios de los años 80, convirtiéndose en una de las ejecutantes más famosas del país. El fuji se hizo regularmente más popular entre los años 60 y los años 70, estando estrechamente asociado con el Islam.

#### La diversificación de la mano de Ade y Obey

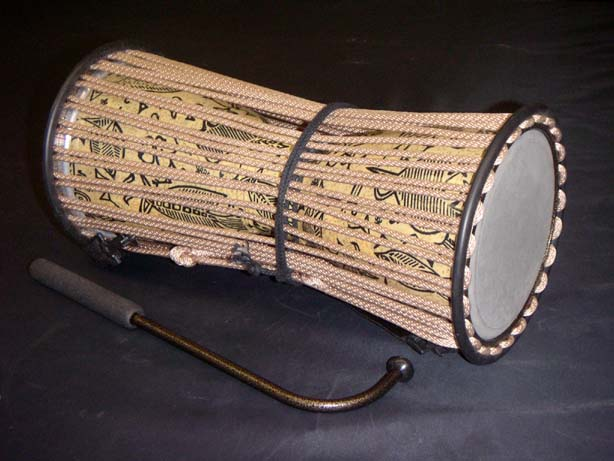
Timbal de reclamo y respuesta.

Ebenezer Obey formó International Brothers en 1964 y su banda pronto rivalizó con IK Dairo como grupo nigeriano más importante. Ellos tocaban una especie de blues, con una base de guitarra y highlife que influyó en el jùjú, incluyendo un complejo de elementos de percusión de reclamo-respuesta dominados por un gran elemento de percusión central. La lírica de Obey se dirigió a cuestiones urbanas e incorporó sus tradiciones yorubas y su fe cristiana conservadora. Su rival fue King Sunny Adé, que surgió en el mismo período, formando Green Spots en 1966 y luego alcanzando algunos éxitos principalmente con African Beats, después de 1974 llamados Esu Biri Ebo Mi. Estos llegaron incluso a obtener una nominación a los Grammy en 1998. Ada y Obey competían por incorporar nuevas influencias en la música jùjú y lograr nuevos admiradores. El punteo de guitarra hawaiano "slack key", teclados y fondos vocales fueron algunas de las innovaciones añadidas durante este período. 
Ada añadió los elementos fuertes del dub jamaicano e introdujo la práctica en la que la guitarra tocaba el ritmo y los timbales la melodía. Durante este período las canciones jùjú cambiaron de cortas canciones pop a pistas largas, a menudo de más de 20 minutos de duración. Las bandas aumentaron de cuatro músicos en los conjuntos originales, a 10 con IK Dairo y más de 30 con Obey y Ada.

### Los 80 y los 90
A principios de los años 80, tanto Obey como Ada y King Sunny encontraron un público más grande fuera de Nigeria. En 1982 Ada firmó por Island Records, que esperaban explotar al sucesor del éxito de Bob Marley, y exportaron la música jùjú vendiéndose más allá de las expectativas en Europa y los Estados Unidos.
Obey sacó al mercado Current Affairs por mediación de Virgin Records y se convirtió brevemente en estrella en el Reino Unido, pero no fue capaz de sostener su carrera internacional al igual que Ada. Ada condujo un breve período de fama internacional para el jùjú, que acabó en 1985 cuando perdió su contrato discográfico después del fracaso comercial de Aura (grabado con Stevie Wonder) y su banda tuvo que abandonar en medio de un enorme tour japonés. El estilo de Ada gracias a su renombre internacional trajo la atención de muchas empresas discográficas ayudando a florecer a la industria de musical. 
Con su banda, King Sunny Ade and His African Beats, King Sunny Ade se hizo una estrella internacional durante mediados de los años 1980, viajando y ganando a una audiencia significativa en los Estados Unidos, Europa, y por supuesto África. Pronto importaciones nigerianas (sobre todo copias piratas) de su catálogo comenzaron a inundar el mercado Occidental. Island Records, preocupada por las ventas y el rechazo Adé de incluir más inglés en su repertorio, decidió cortarle el flujo después de su tercer LP, Aura, en 1984. Hacia finales de los 80, la estrella de Adé comenzó a oscurecerse y sus álbumes se vendieron menos aunque él siguiera recogiendo la aclamación de la crítica y su popularidad se extendiera en África. Odu, en 1998, una colección de canciones de música tradicional yoruba, fue nominado a un Premio Grammy.
Hacia finales de los años 80 el jùjú habían importado otros géneros, como el yo-pop, el góspel y el reggae. En los años 90, sin embargo, el fuji y el jùjú permanecieron gracias a la música waka y el reggae nigeriano. Al final de la década, la expansión de la música hip hop llegó al país después de ser una parte principal de la música en regiones vecinas como Senegal, derivándose géneros como el hiplife.

#### Los 80: Yo-pop y afro-jùjú
Dos de las estrellas más grandes de los años 80 fueron Según Adewale y Shina Peters, que comenzaron sus carreras a mediados de los años 70 con Prince Adekunle. Finalmente dejaron a Adekunle y formaron una breve sociedad como Shina Adewale & the International Superstars  antes de comenzar sus carreras como solistas. Adewale fue el primero de los dos en obtener el éxito, cuando se hizo el músico más famoso de yo-pop.
El auge del yo-pop no duró mucho tiempo, sustituido por el estilo afro-jùjú de Shina Peters, que se hizo género independiente tras la publicación de Afro-jùjú Series 1 en 1989. El afro-jùjú es una combinación de afrobeat y fuji. El fenómeno caló tanto entre los admiradores de Shina que se denominó "Shinamanía". Aunque le concedieron el premio Músico Jùjú del Año en 1990 y la expansión de la "Shinamanía" logró enormes ventas, el fenómeno fue desprestigiado por los críticos. Su éxito abrió el campo a los nuevos músicos promoviendo los logros de Fabulous Olu Fajemirokun y Adewale Ayuba. El mismo período vio surgir nuevos géneros como el funky jùjú de Dele Taiwo.

#### Afrobeat
Afrobeat es el género más estrechamente asociado con Nigeria, aunque músicos y admiradores pueden encontrarse en todas partes de África Occidental. Las grabaciones afrobeat son una parte prominente de la categoría de "world music" en todo el primer mundo. Es una fusión de música americana funk con elementos de highlife, jazz y otros géneros de música de África Occidental. El músico más popular y conocido del género, ciertamente el músico nigeriano más famoso de la historia, es, indudablemente, Fela Kuti.

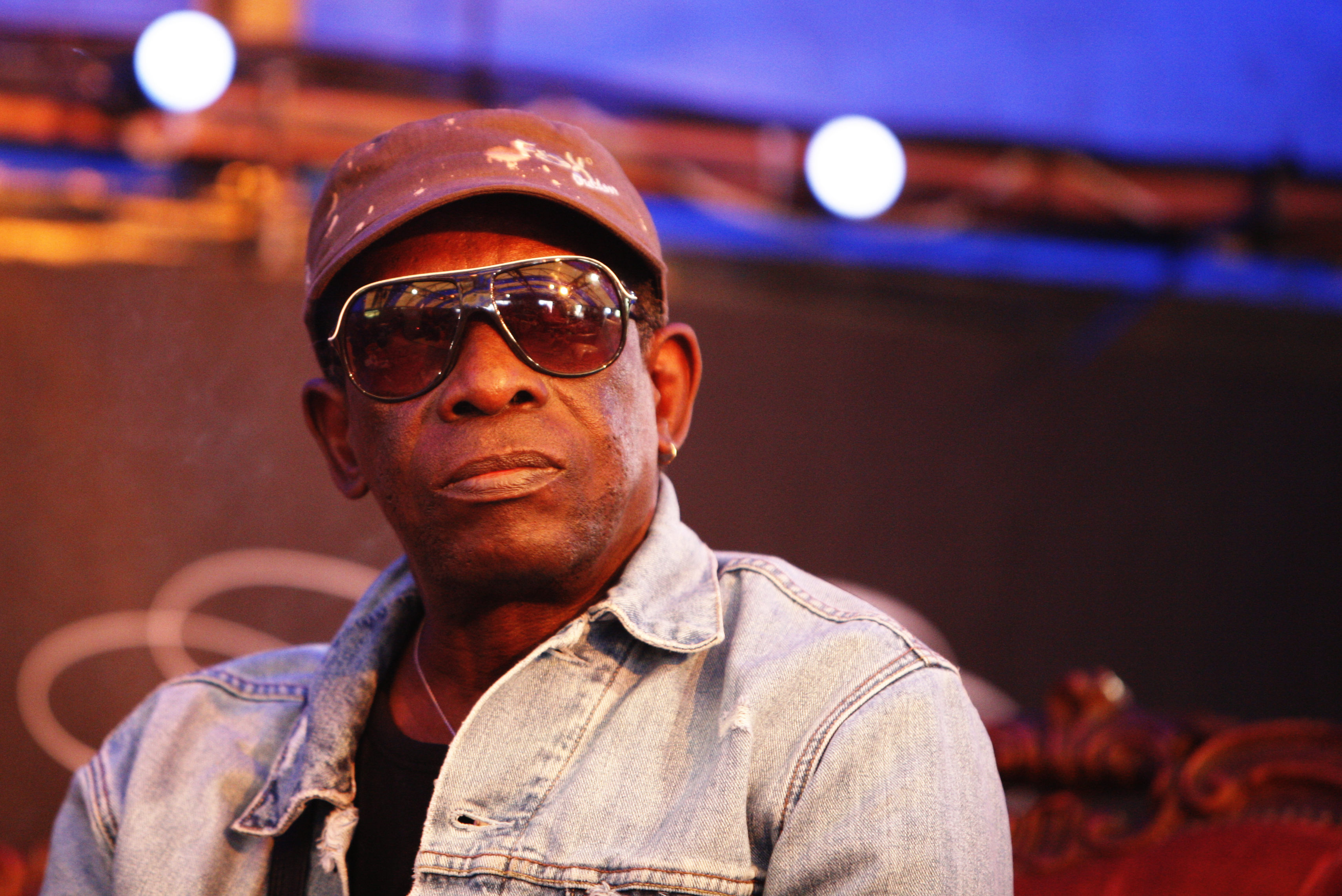
Tony Allen, músico percusionista internacional de obligada referencia hoy día en el afro-beat formó parte de la revolucionaria banda África' 70 junto con Fela Kuti.

Fela Kuti comenzó su carrera en 1961, pero no comenzó a tocar su género distintivo, el afrobeat, hasta su colaboración con el cantante de afrosoul de Sierra Leona Geraldo Pino en 1963. Aunque Kuti a menudo es reconocido como el único pionero de afrobeat, otros músicos como Orlando Julius Ekemode estuvieron también en los inicios de la escena de afrobeat combinando highlife, jazz y funk. Tras un breve período en los Estados Unidos, fue simpatizante del movimiento Black Power y el partido Black Panthers, una influencia que terminaría expresando en sus letras. Después de vivir en Londres brevemente regresó a Lagos y abrió un club, The Shrine, que se hizo uno de los centros más populares de música en la ciudad. Fela comenzó a grabar con África' 70, una enorme banda en la que destaca el músico percusionista Tony Allen, y desde entonces ha continuado siendo popular.

Con África '70, Kuti grabó una serie de éxitos en los que abordó diversas cuestiones como la pobreza, el tráfico de drogas o el racismo suscitando la ira y el rechazo del Gobierno. En 1985, Kuti fue encarcelado durante cinco años, pero fue liberado después de sólo dos años gracias a la presión internacional y protestas masivas. 

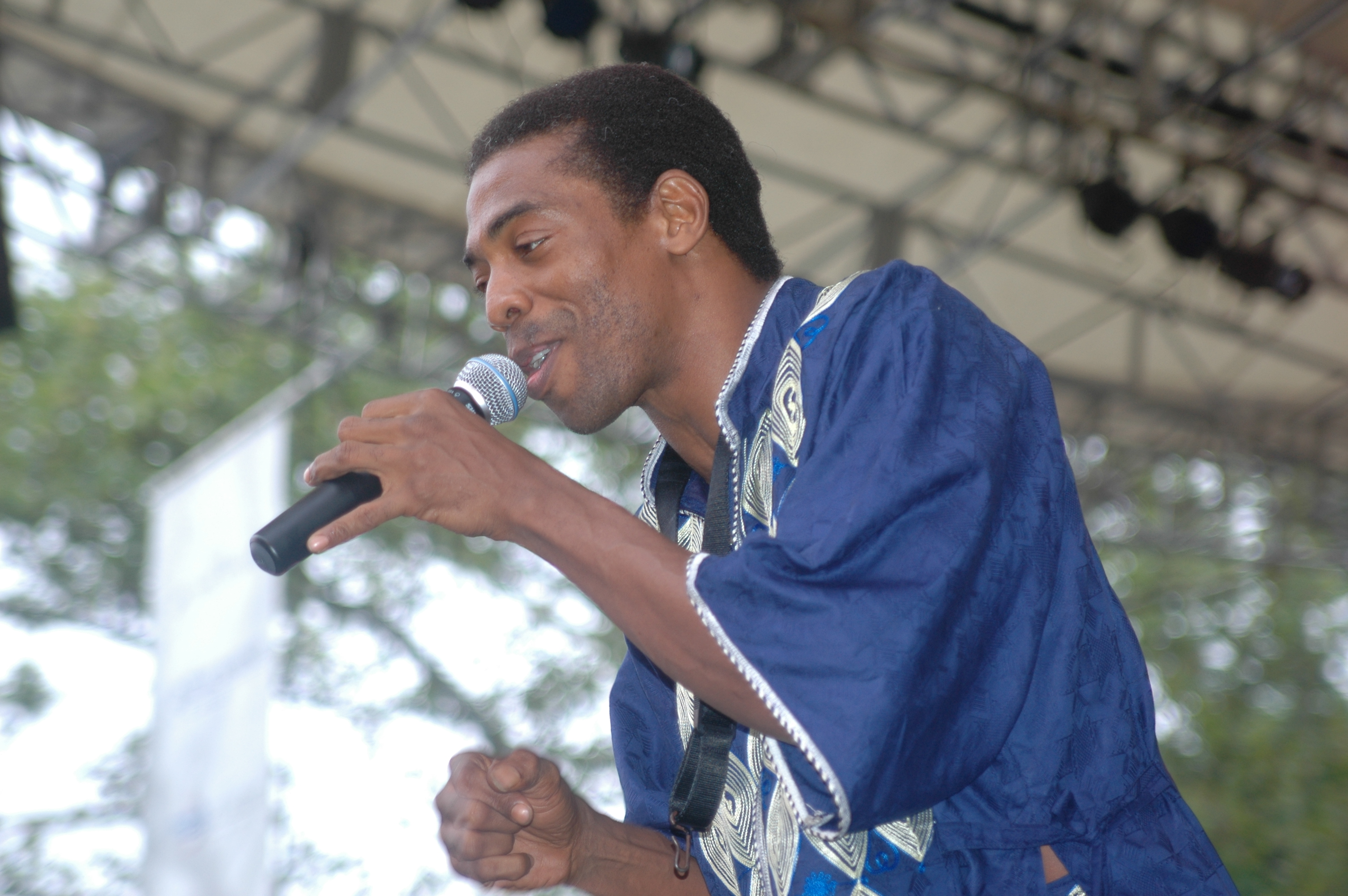
Femi Kuti, popular cantante de afrobeat nigeriano e hijo del aclamado Fela Kuti, creador del género y todo un icono en África.

Tras la liberación, Kuti siguió criticando al Gobierno en sus canciones, y se hizo conocido por su comportamiento excéntrico, por ejemplo, por divorciarse en un corto espacio de tiempo de veintiocho mujeres porque, según afirmaba: "ningún hombre tiene el derecho de poseer la vagina de una mujer". Su muerte de sida en 1997 provocó un luto nacional sin precedentes en la historia documentada nigeriana.
En los años 80 el afrobeat se afilió al género del "world music". En Europa y Norteamérica, dicho género engloba multitud de géneros de todo el mundo. Fela Kuti y demás músicos afrobeat están entre lo más popular de dicho género. 
Hacia el final de los años 80 y principios de los 90 el afrobeat se había diversificado por completo recogiendo nuevas influencias del jazz y el rock and roll. En ciertas ocasiones enmascarado y enigmático, Lágbájá se hizo uno de los abanderados de la nueva ola de afrobeat, sobre todo después de su LP C'est Une African Thing publicado en 1996. Después de una aparición sorpresa en el lugar de su padre Fela Kuti, Femi Kuti obtuvo una gran masa de admiradores que le permitió viajar a través de Europa continuando el legado de su padre.

#### Waka
El waka es una fusión de jùjú y fuji con la música tradicional yoruba. La popular cantante nigeriana Salawa Abeni se hizo famosa a escala nacional tras la publicación de Late General Murtala Ramat Mohammed en 1976, que fue la primera grabación nigeriana de una mujer que logró vender más de un millón de copias. En los años 80 creó un género de música propio al que denominó waka. Ella estuvo tan estrechamente asociada con el género que una figura tan representativa como el Alaafin de Oyo, Obalamidi Adeyemi, la coronó como "The Queen of Waka Music" en 1992.

#### Reggae, góspel y hip hop. El hiplife.
El reggae nigeriano llegó en los 70 y se popularizó gracias a estrellas como Majek Fashek que con su versión del Redemption Song, de Bob Marley, logró un éxito sin precedentes en el reggae de Nigeria. Como muchas estrellas nigerianas de reggae posteriores, Fashek estuvo durante bastante tiempo en la banda The Matadors, que viajaron y grabaron sin cesar desde mediados de los años 80 hasta principios de los 90. Más tarde florecieron otros músicos de reggae como Jerri Jheto, Daddy Showkey, Ras Kimono y, en Londres, MC Afrikan Simba.
El góspel nigeriano, basado en modelos afroamericanos, se cultivó en los años 70 con colectivos de iglesias e individuos movidos por la exposición pública. El góspel se hizo muy popular en toda Nigeria a finales del siglo pasado, sobre todo cantantes como Sammie Okposo, cuyo éxito en 2000, Welu Welu, fue una de las canciones más populares de la historia nigeriana, o el veterano Onyeka Onwenu. Hoy en día podemos encontrar referencias como Foluke Umosen, Soji Israel, Según Obe, Abiodun Koya o AMAA.
El hip hop se importó a Nigeria a finales de los años 80 gracias a la influencia de las bases militares norteamericanas y el crecimiento de la industria discográfica que posibilitó la entrada de éste y otros géneros a toda África Occidental. Se puso regularmente de moda en todas partes a comienzos de los 90 gracias a la disponibilidad de ordenadores y de software de edición de música asequibles. Nigeria destaca especialmente en el campo del breakdance. Los primeros grupos de música rap y electro  fueron Sound on Sound, Emphasis, Ruff Rugged & Raw, Osha, De Weez y Black Masquradaz. El mainstream fue abriéndose paso durante la década siguiente, por la atención obtenida con los tempranos éxitos de Trybesmen en 1999 y el trío The Remedies con "Judile" and "Sakoma". Tras desaparecer The Remedies, Tony Tetuila, continuó su carrera con Plantashun Boiz obteniendo una gran aceptación comercial. La fundación en 1999 de Paybacktyme Records ayudó a redefinir y establecer una verdadera escena de hip hop nigeriana. También el rápido crecimiento general de la escena con el apoyo de los medios de comunicación ayudaron a popularizar la música hip hop en Nigeria. Programas de televisión como MTN Y'ello show, Music Africa o Soundcity played jugaron un papel esencial sobre todo con presentadores como Deji Falope cuya fascinación por las cadenas y pendientes de diamante y platino le hacían parecer más perteneciente a la cultura bling bling. Otros músicos de hip hop nigerianos incluyen al antiguo miembro de The Remedies, Eedris Abdulkareem (que protagonizó una trifulca con la estrella americana 50 Cent), Slim Burna, Deshola Idowu, JJC & 419 Squad, Zdon Paporrella, D'Banj, Shawl-x, P-Square, Thorobreds, Modenine y Terry tha Rapman.
La música hiplife es una fusión ghanesa del highlife y el hip hop. Este género es muy popular en Nigeria y Ghana, sobre todo en la capital, Acra, aunque ha alcanzado especial popularidad en toda África Occidental, Reino Unido, España, Estados Unidos, Holanda y Alemania.

## Afrobeats: El avance internacional

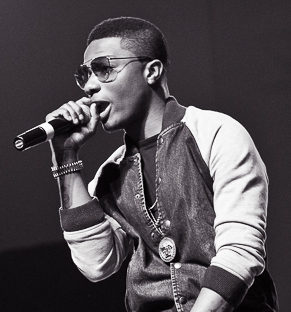
Wizkid

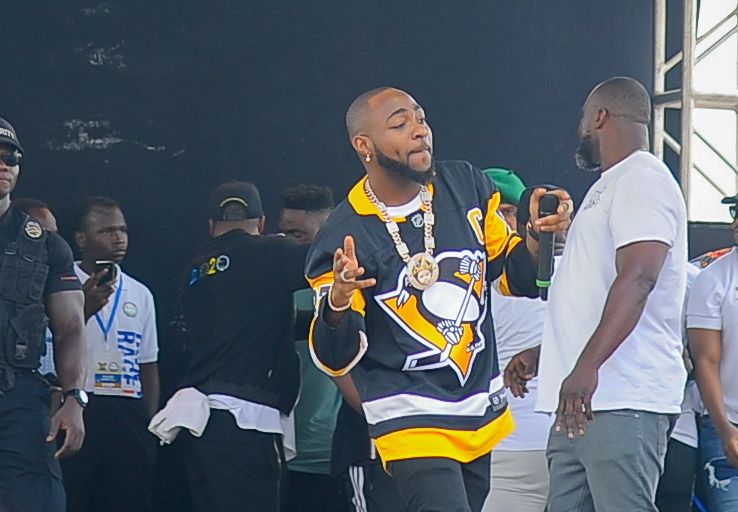
Davido

A diferencia del afrobeat, el afrobeats ha visto el éxito global desde 2018. Los artistas nigerianos son los principales responsables de ello.

### "Canción más transmitida de todos los tiempos" y otros récords

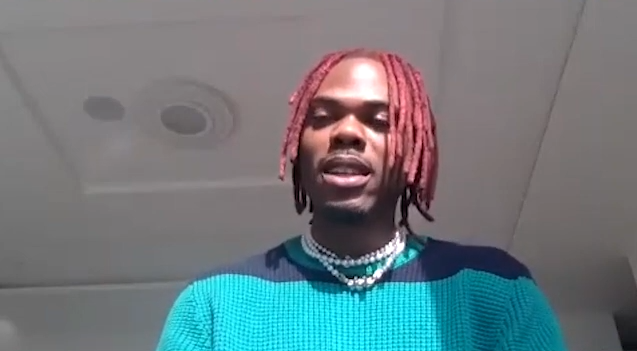
CKay

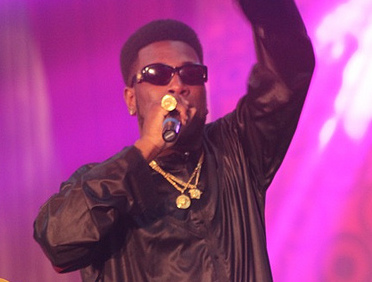
Burna Boy

En todo el mundo, no solo los miembros de la diáspora nigeriana se emocionan con los conciertos en streaming con sus estrellas favoritas. A esto se suman los vídeos de baile que los artistas de Afrobeats ponen en escena en las plataformas de las redes sociales y que han contribuido al auge mundial de la música pop nigeriana. Love Nwantiti (2019) de CKay se convirtió en la canción más shazameada del mundo gracias a su popularidad en TikTok. Los usuarios de TikTok e Instagram crearon más de 10 millones de vídeos a la semana con la canción. Finesse (2022) de Pheelz y Bnxn también está entre las canciones más shazameadas del mundo.

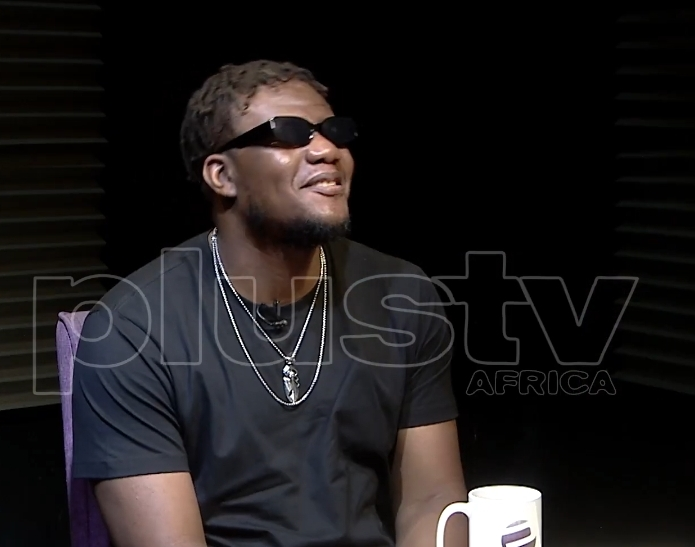
Pheelz

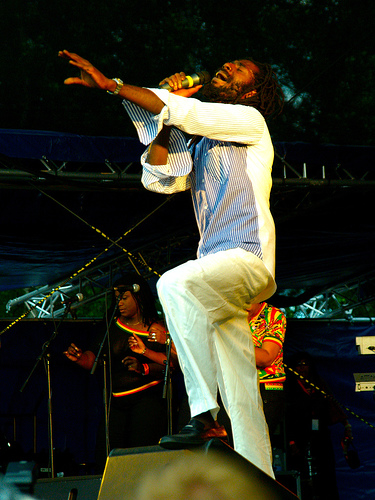
Bnxn (Buju Benton)

Hasta la fecha, la canción más reproducida de todos los tiempos es One Dance, una canción afrobeats de Drake con un cameo de Wizkid, que ha alcanzado más de 2.000 millones de streams en Spotify.
Según la revista Billboard, el afrobeats nigeriano es el género de más rápido crecimiento en la cultura pop estadounidense. La estrella del afrobeats CKay dijo: "El afrobeats es el nuevo pop".

### Éxito duradero en las ceremonias de premios
Los músicos nigerianos reciben cada vez más reconocimiento internacional.
Artistas como King Sunny Ade, Femi Kuti y Seun Kuti han recibido nominaciones a los Grammy en el pasado.
African Giant, de Burna Boy, logró el reconocimiento en la 62.ª edición de los premios Grammy en 2020 con una nominación al mejor álbum de música del mundo. Un año después, su Twice as Tall (2020) fue nombrado mejor álbum de música global en los premios Grammy 2021. La nominación de Wizkids Made in Lagos (2021) para la misma categoría este año marca la tercera vez consecutiva que el afrobeats ha sido reconocido en los Grammy. Wizkids Essence featuring Tems también fue nominado en la categoría de Mejor Interpretación Musical Global.

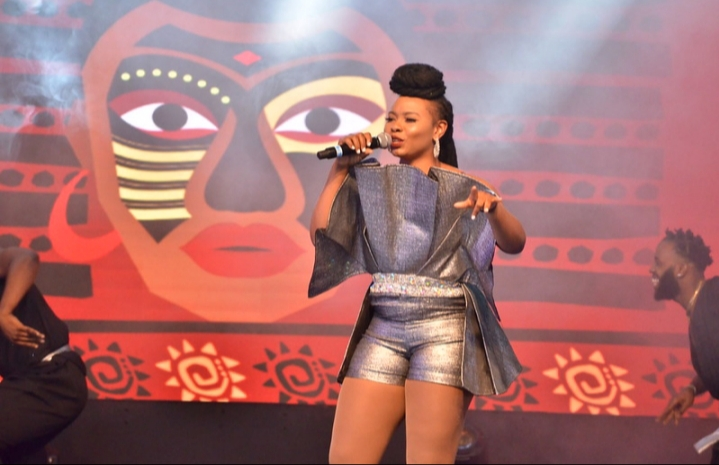
Yemi Alade

La colaboración de los artistas de Afrobeats con las mayores estrellas de la música del mundo ha llevado a una mayor exposición global. En 2019, la estrella estadounidense Beyoncé se hizo con los servicios de numerosas estrellas nigerianas, como Wizkid y Burna Boy. Su "Brown Skin Girl" ganó el premio al mejor vídeo musical en los Grammy de 2021. El álbum Mother Nature (2021) de Kidjo cuenta con numerosas estrellas nigerianas, como Burna Boy, Mr. Eazi, Rexxie y Yemi Alade. Fue nominado al premio al mejor álbum de música global.
El éxito de los afrobeats nigerianos llevó a la introducción de la categoría de Mejor Acto Africano en los MTV Europe Music Awards en 2005, seguida de los BET Awards en 2011, que desde entonces otorgan premios en la categoría de Mejor Acto Internacional: África.

### Posiciones en las listas
En 2012, Oliver Twist de D'banj alcanzó el número 9 en la lista de sencillos del Reino Unido y el número 2 en la lista de R&B del Reino Unido. Fue la primera canción nigeriana de afrobeats en conseguirlo.
Essence, de Wizkid, con Tems, entró en entre los diez primeros del Billboard 100 de EE. UU. como remezcla con Justin Bieber.

### Pabellones con entradas agotadas
Músicos pop nigerianos como Wizkid, Davido y Burna Boy han agotado las entradas del O2 Arena de Londres y del Accor Arena de París, respectivamente.

## Festivales y fiestas

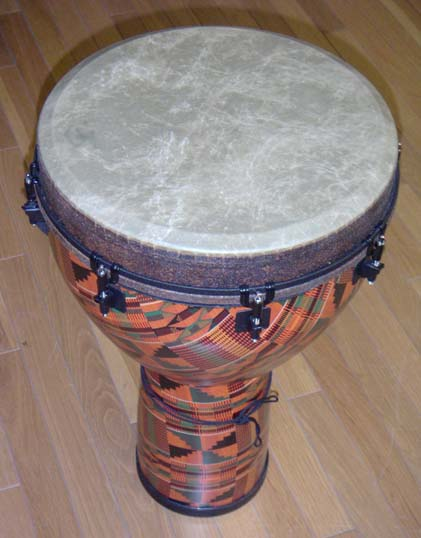
El yembé es uno de los instrumentos más destacados en las celebraciones Durbar.

Los festivales de la familiar real india Durbar se realizan en al sudoeste de Nigeria. Los Durbar se proponen honrar al Emir durante la culminación de los festivales islámicos Eid ul-Fitr y Eid ul-Adha; y a veces también honrar a mandatarios relevantes que se encuentren de visita. Aunque la atracción principal de los festivales durbar sean las demostraciones de equitación tradicionales, la música de timbales (destacando el yembé indio), trompetistas y cantantes de música de alabanza son una parte importante de la celebración Otras fiestas en las cuales la música juega un papel importante son aquellas que se realizan durante la Navidad, el Domingo de Resurrección y el lunes de Pascua, que incluyen percusión y bailes.
África posee multitud de festivales de música donde se galardonan a los artistas más destacados de cada género. El más importante es el festival anual de los Kora Awards, donde se premia a los músicos de todo el continente y que cuenta con una gran audiencia. Nigeria cuenta con una larga lista de músicos ganadores. En la gala de 2004, JJC & 419 Squad fueron los grandes triunfadores dentro del género hip hop y Kunle ganó el premio al mejor artista masculino de África Occidental. En 2005 Sunny Negi volvió a lograr el premio de mejor artista masculino de África Occidental para Nigeria, Benji obtuvo el de grupo y Folkae Umosen y Sammy Okposo el de mejor cantante femenino y masculino respectivamente de góspel. Kefee obtuvo también en 2005 el de mejor artista de música tradicional y la cantera, representada por D’Banj y Face Idibia, obtuvieron respectivamente el de artista masculino más prometedor y el de revelación del año.

## Música clásica

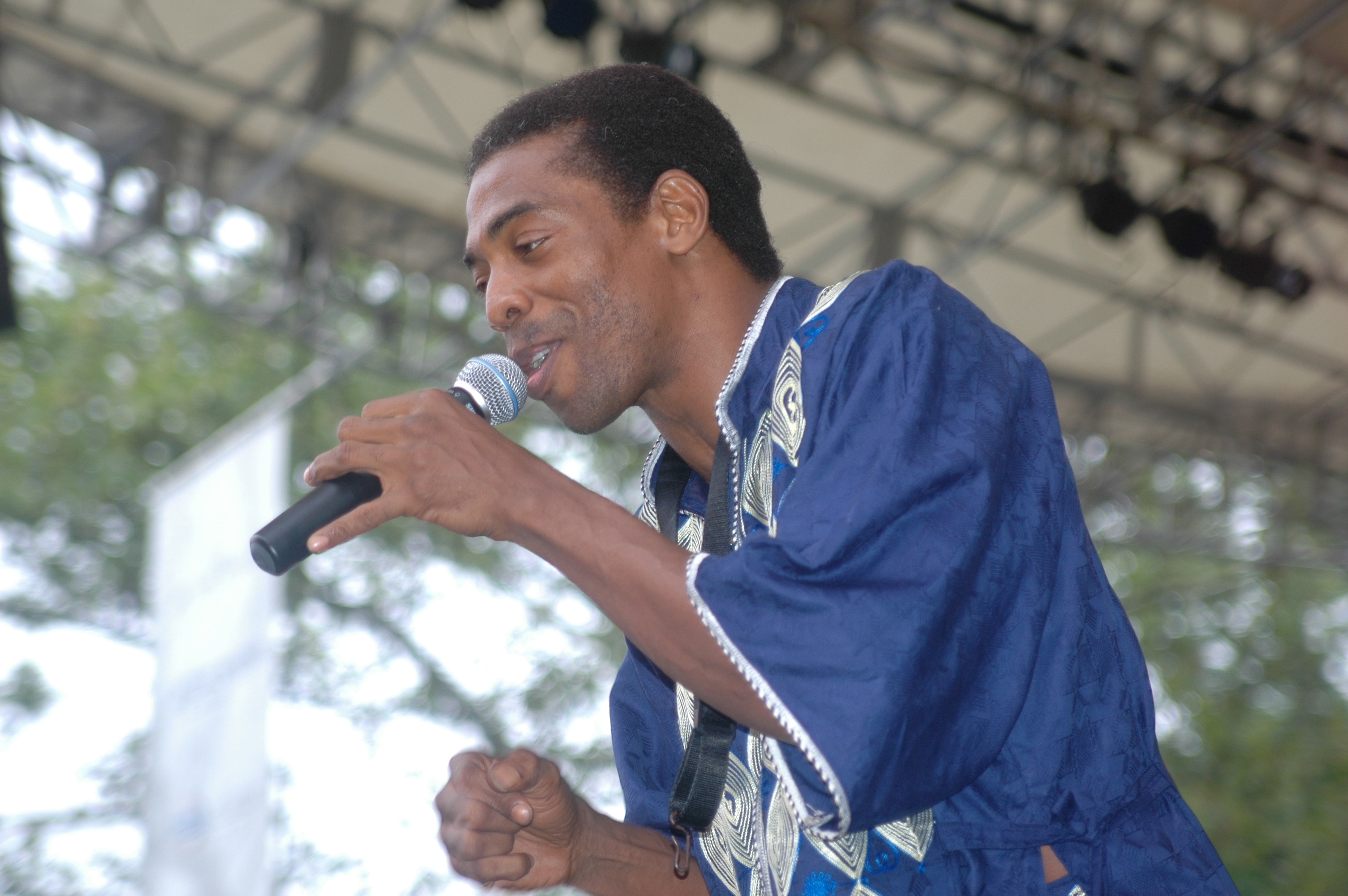
Femi Kuti

En el siglo XX Nigeria tuvo cierto número de compositores clásicos incluyendo Fela Sowande, Josué Uzoigwe, Akin Euba y Godwin Sadoh. Sowande fue uno de los primeros compositores africanos y uno de los más famosos. Fue el fundador del Nigerian Art Music Tradition. Sowande fue también organista y músico de jazz, incorporando estos y otros elementos de la música nigeriana tradicional en su trabajo. Otros compositores como Josué Uzoigwe y Akin Euba han destacado por su preferencia por la etnomusicología y su tendencia a utilizar en sus obras elementos de la música yoruba.

## Enseñanza musical
Al igual que en Ghana la enseñanza de la música en Nigeria no constituye una prioridad. Según explicaba el musicólogo nigeriano Nzewi, “en el nivel primario de los sistemas educativos modernos en África, la enseñanza o el aprendizaje formal de la música no se ha tomado en serio más allá de algunas clases ocasionales de canto”. Asimismo señalaba que la educación musical moderna estaba más arraigada en las instituciones de enseñanza superior, las universidades e institutos de formación pedagógica.
Así, los estudios superiores de música, especialmente en las universidades ponen atención tanto en el aspecto teórico como en el práctico. Pero la música occidental aventaja a la africana, ya que se insiste más en su teoría, historia y análisis, y en los programas universitarios predominan los cursos de piano, flauta dulce y violín.
La Facultad de Música de la Universidad de Nigeria, Nsukka, ha recibido elogios por ofrecer un sólido programa de educación musical. Sin embargo, Nzewi manifiesta su decepción porque “entre las veintitantas instituciones de formación pedagógica de un país de algo más de 120 millones de habitantes, apenas ocho tienen facultades de música completas, las cuales no siempre funcionen debidamente".